# Телевизия
Телевизията (от гръцки: τῆλε – „далече“, и от латински: visio – „гледка“) (ТВ) е телекомуникационна технология за приемане и предаване от разстояние на движеща се картина, черно-бяла или цветна (видео), обикновено придружавана от синхронизиран звук. От гледна точка на разпространението на информация телевизията е едно от средствата за масова информация (масмедия). В разговорния език „телевизия“ (обикновено и като част от наименованието на компанията) може да се отнася и за предприятие, изготвящо и разпространяващо телевизионни програми (телевизионен оператор)).

## Основни термини и понятия
За разпространението на телевизионния сигнал се използва терминът „телевизионно разпръскване“, понякога припокриващ се с „радиоразпръскване“ (различават се по разрешените за използване честотни ленти от спектъра).
За телевизионното разпръскване е необходимо да се осъществят три процеса: заснемане (преобразуване на светлината, изпускана или отразявана от обекта, в електрически сигнали; предаване на електрическите сигнали по преносната среда; приемане и обратно преобразуване на електрическите сигнали в светлинни импулси, пресъздаващи оптичното изображение на обекта.
Макар че има и форми на телевизия с по-тесен обхват на излъчването (напр. системи за видеонаблюдение, на английски: closed-circuit television – CCTV, системи за контрол на промишлени процеси или за безопасност на движението), най-популярното приложение на телевизията е предназначено за предаване на телевизионни програми на далечни разстояния (на английски: broadcast television). Тази система на разпространение на телевизионни сигнали се нарича ефирна или наземна телевизия. Тя следва модела на историческите системи за радиоразпръскване, датиращи от 20-те години на 20 век, и използва мощни радиочестотни предаватели за пренасяне на телевизионния сигнал до множество индивидуални ТВ приемници, намиращи се в неговия обхват (точка към много точки). Предаванията обикновено се осъществяват по специално заделени с международни съглашения честотни ленти на електромагнитния спектър в интервала 54 – 890 MHz. В края на 20 век започват да се използват и други среди на разпространение, например чрез използване на изкуствени спътници – (сателитна телевизия) или специално прекарани кабелни мрежи до абонатите (кабелна телевизия). От началото на 21 век много доставчици на телевизионни услуги започват да преминават от използване на аналогов сигнал към цифров (цифрова телевизия).
Устройствата за приемане на телевизионни програми се наричат телевизори. Те обикновено се състоят от множество електронни схеми, включително предназначени за приемане и декодиране на сигнала, и екран, на който се възпроизвежда декодираното изображение. Когато не е налице устройство за възпроизвеждане на звука, устройствата за приемане на изображението се наричат видеомонитори.
Започнали да навлизат в масова употреба в края на 30-те години на 20 век, през следващите десетилетия телевизорите се превръщат в обичаен елемент от обзавеждането на домове и обществени места и в един от най-масово използваните източници на информация и забавление. От 70-те години, когато се появява домашното видео с видеокасети, последвани от технологии като Laserdisc, DVD и Blu-ray, те се използват за възпроизвеждане не само на телевизионни предавания, но и на записани видеоматериали.

## Видове телевизия
Според статута
- Обществена телевизия – изпълнява обществена функция и се финансира до голяма степен с публични средства
- Търговска (частна) телевизия – търговско предприятие с бизнес модел

Според начина на разпространение
- ефирна или наземна телевизия – предавателите са поставени на телевизионни кули (в България официалното название на тези обекти е Радиорелейна и телевизионна станция – РРТС). Телевизионните кули обикновено са разположени на високи точки с добра видимост в няколко посоки, което се обуславя от характера на радиовълните, чрез които се разпространява телевизионният сигнал. За приемането на ефирна телевизия е необходим обикновен телевизионен приемник и проста антена.
- Спътникова (сателитна) телевизия – сигналът от телевизионното студио се предава чрез наземна космическа станция до телекомуникационен спътник, разположен на геостационарна орбита около земята. Спътникът от своя страна препраща телевизионния сигнал обратно към Земята. Около Земята работят стотици такива спътници и всеки от тях пренася стотици радио- и телевизионни програми, телефонни разговори и пакети от данни. За да се приемат телевизионни програми от спътник, е необходим сателитен приемник и параболична приемателна антена.
- Кабелна телевизия – излъчването се осъществява по кабелна мрежа. Кабелните оператори приемат телевизионните сигнали ефирно, от спътник или директно от студио и ги препредават в мрежата си. Чрез кабелните мрежи могат да се излъчват едновременно стотици телевизионни програми, радиостанции, кабелен Интернет.
- Интернет телевизия – съвременна телевизионна услуга, разпространявана по Интернет.
  - IP телевизия – конвергентна услуга за предоставяне на мултимедийно съдържание на крайни потребители чрез платформа, базирана на Интернет протокол (IP) с гарантирано качество.
- 3D телевизия – технологична иновация, която дава на телевизионното изображение дълбочина и обемност на образа.

Според типа на излъчвания сигнал
- Аналогова телевизия – това е масово разпространеният, традиционен тип. Програмата от телевизионното студио достига до зрителя, като сигналът се пренася чрез аналогов метод и се приема с антена.
- Цифрова (дигитална) телевизия – цифровият начин на разпространение на сигнала предоставя възможност за пренос на много повече програми и съответно за по-голям избор от страна на зрителя, както и допълнителни възможности. В България цифровата телевизия започна да се предлага като услуга от по-големите кабелни оператори, а от 01.09.2013 г. става задължителна и за всички ефирно излъчвани програми. В рамките на ЕС преходът от аналогова към цифрова ефирна телевизия завърши към края на 2013 г. Целта е намаляване на мощността на предавателите, повишаване на качеството на сигнала и освобождаване на ефира (по един канал може да се предава пакет от няколко (до 8) цифрови телевизионни програми). След въвеждането в експлоатация на ефирното цифрово телевизионно разпространение, аналоговото излъчване е прекратено.

Според разделителната способност (наричана понякога резолюция)
- Със стандартна разделителна способност
- С висока разделителна способност (HDTV)

Според обхвата на телевизионно разпръскване
- С национален обхват
- С регионален обхват
- С локален обхват

Според преобладаващата тематика на предаванията
- Политематични
- Специализирани

## История
Началото на предаването на изображения чрез електричество е поставено още в края на 19 век, когато са създадени ранните факс устройства, като пантелеграфа. Идеята за електрическо предаване на подвижни изображения възниква в края на века, когато, малко след изобретяването на телефона, в научнофантастичната литература се появяват видеофонни устройства. Писатели (като Албер Робида) си представят, че някой ден светлината ще може да се предава по кабел, както това става със звука.
Идеята за използване на сканиране, т.е. превръщане на визуален образ в поток от електрически импулси (растеризация), за предаване на изображения е практически реализирана през 1881 г. с пантелеграфа, чрез използването на сканиращ механизъм с махало. Оттогава насам се използват различни форми на сканиране при всяка технология за предаване на изображения, включително и в телевизията.
През 1884 г. германецът Паул Нипков, по това време двадесет и три годишен студент, патентова първата електромеханична телевизионна система, която използва при растеризацията сканиращ диск, въртяща се плоча с разположени по спирала отвори. Отворите са разположени на равни ъглови разстояния, така че за едно завъртане на диска светлината преминава през всеки от тях и попада върху светлочувствителен селенов сензор, който генерира електрически импулси. Всеки отвор заснема хоризонтална ивица от общото изображение.
Устройството на Нипков не намира практическо приложение до усъвършенстването на усилвателните електронни лампи. То може да се използва само за предаване по телеграфна или телефонна линия на неподвижни полутонови изображения, съставени от равномерно отдалечени една от друга точки с различен размер. По-късни варианти използват сканиране с въртящ се огледален барабан и дисплей с електронно-лъчева тръба, но предаването на подвижни изображения все още е невъзможно, заради слабата чувствителност на селеновите сензори. За пръв път такова устройство е използвано от руснака Борис Розинг.
Шотландецът Джон Логи Беърд пръв демонстрира предаване на движещи се силуети през 1925 г. и на движещи се монохромни изображения година по-късно. Неговият сканиращ диск генерира изображение с резолюция от 30 реда, достатъчна за разпознаването на човешко лице, чрез двойна спирала от лещи. Демонстрацията на Беърд обикновено се приема за първото същинско телевизионно предаване, въпреки че в наши дни механичната телевизионна технология вече не се използва.
През 1927 г. Беърд изобретява и първата система за видеозапис – модулирайки изходния сигнал на своята камера до звукови честоти, той успява да запише механично сигнала на десет инчова грамофонна плоча, използвайки обичайната техника за аудиозапис. Няколко от тези записи са запазени и през 1990-те години са декодирани в изображения с помощта на съвременна цифрова техника.
През 1926 г. унгарецът Калман Тихани създава телевизионна система, използваща изцяло електронни елементи за сканиране и показване на изображението, и базирана на принципа на съхранение на заряда в сканиращата тръба. Малко по-късно подобна система създава и американецът Фило Фарнсуърт, който я демонстрира пред публика през 1928 г.
През 1927 г. американецът Хърбър Юджин Айвс осъществява първото далечно предаване на подвижно изображение по кабел между градовете Вашингтон и Ню Йорк, както и чрез радиовълни от градчето Уипани.
Началото на широкото практическо приложение на телевизията е поставено в Германия. Там редовните предавания започват през 1929 г., а Берлинската олимпиада от 1936 г. е предавана на живо и е показвана пред публика в Берлин и Лайпциг. Постепенно започва излъчването на предавания, подредени в програмна схема: във Франция – 1935 г., Великобритания – 1936 г., Германия – 1935 г., САЩ – 1939 г.
Началото на модерната телевизионна технология е поставено през 1930-те години от американския откривател от руски произход Владимир Зворикин, който изобретява кинескопа. Идеята за плазмен телевизор се ражда през 1936 г., когато Калман Тихани описва принципа на действие на уред с плосък екран.
Телевизията с висока разделителна способност (HDTV) се използва първо за военни цели. През 1940 г. в Берлин е конструирана система с 1029 хоризонтални реда (почти HDTV качество) за шпионаж от самолети.

### В България
Първото телевизионно предаване в България е прякото излъчване на седмо ноемврийската манифестация от площад „9 септември“ (днес „Александър Батенберг“) през 1959 г. Технологията е аналогова ефирна телевизия на много ниско ниво, но задоволително за времето си.
Българската телевизия започва да излъчва на 1 ноември 1959 г., като използва предавател на телевизионната кула в София. Първият програмен ден на Българската телевизия е на 26 декември 1959 г. и е посветен на официалното ѝ откриване. Съставен е от три основни блока. В първия блок с продължителност един час е произнесено слово и са връчени награди на челници строители, работили по строежа на телевизионната кула. Излъчени са също и поздравления от телевизиите на социалистическите страни до БТ. Вторият блок е имал времетраене два часа – празничен концерт. От 21:00 ч. до 22:30 ч. е излъчен българо-съветският игрален филм „В навечерието“.
Дълги години Българската телевизия е единствен телевизионен оператор в страната. До 24 май 1975 г. се излъчва само една програма (Първа програма), а на 9 септември 1975 г. започват редовните излъчвания и на Втора програма (впоследствие Ефир 2). През следващата година програмата се излъчва само три пъти седмично в определени часове – от 18:00 до 22:30 ч. Първата новинарска емисия „По света и у нас“ е излъчена на 20 юли 1960 г. в 20:00 ч. Земното кълбо – запазената марка на „По света и у нас“, тогава е неподвижен декор, разположен зад говорителите. Първият говорител, и останал 32 години говорител на „По света и у нас“, е Никола Филипов. От 1961 г. „По света и у нас“ започва с въртящо се земно кълбо, което е и една от първите „шапки“ на Българската телевизия.
През 1960 г. е монтиран телевизионен предавател на връх Ботев, чиято мощност от 20 kW осигурява около 17 – 21% покритие на страната. По това време в България има около 10 хиляди телевизора. През 1961 г. са построени предаватели и в Перник, Пловдив, Русе. До 1965 г. около 40% от територията на страната е покрита с телевизионен сигнал, а към 1966 г. покритието е около 60%.
От юни 1965 г. всеки петък първа програма на Централната съветска телевизия се предава пряко на руски език сутрин от 10:00 ч. до 12:30 ч. и вечер от 17:00 ч. до 23:00 ч. От 1973 г. „съветският петък“ в програмата на телевизията включва специално програмирани за България предавания, като единствено централната информационна емисия „Время“ се излъчва директно.
През март 1971 г. в Пловдив е създаден първият извънстоличен телевизионен център в България. Първоначално центърът работи само като телевизионно студио, което произвежда новини за „По света и у нас“, а през януари следващата година се появява и първото предаване на Регионален телевизионен център Пловдив, посветено на регионални проблеми.
До 1972 г. се излъчва черно-бял образ. Деветосептемврийската манифестация през 1972 г. е първото редовно предаване на цветната телевизия в България. Предаването е осъществено чрез първия цветен ПТС (подвижна телевизионна станция), оборудван изцяло със съоръжения на немската фирма Bosch.
През 1985 г. е пусната в действие телевизионната кула „Копитото“ над София, излъчваща Първа, Втора и Трета телевизионна програма, като на предназначената за трета програма честота се ретранслира пряко програмата на Централната съветска телевизия от Москва. През 1987 г. Българската телевизия вече има спътникова връзка чрез наземната космическа станция край село Плана.
От 1 юни 1992 г. Първа програма е преименувана на Канал 1, Втора програма е наречена Ефир 2, а името Българската телевизия е променено на Българска национална телевизия (БНТ). През 1999 г. стартира сателитната програма на БНТ – „ТВ България“, предназначена основно за българите, живеещи в чужбина, която от средата на 2005 г. излъчва целодневна програма.
След 1993 г. в редица градове започват излъчване частни ефирни телевизии – например „ТОП Телевизия“ в Шумен, която в следващите няколко години се превръща в първата частна телевизионна мрежа. В самия край на 1990-те настава бум на кабелните телевизии в България, които разпространяват ефирния сигнал директно до домовете по кабел, като така отпада нуждата от индивидуална телевизионна антена. Стартират множество регионални и национални кабелни канали, наричани „кабеларки“. Примери за такива канали са Демо ТВ, Телевизия „Агарта“, „Канал 2001“.

## Телевизионни канали
За наземно (ефирно) радиоразпръскване на телевизионни сигнали с честотна модулация УКВ-ЧМ са отделени честотните ленти 49 – 100 MHz (Метров обхват-1), 174 – 230 MHz (Метров обхват-2) и 470 – 862 MHz (Дециметров обхват). В България и в други страни от Източна Европа е приет стандарт, според който този спектър се разпределя на канали: 12 телевизионни канала в метровия обхват, с офсет на честотите за изображение и звука от 6.5 MHz и канали от 21 до 69 в дециметровия обхват с офсет от 5.5 MHz..
Разпределението на честотите и телевизионната дейност подлежат на регулация, различна в различните страни (в България честотата се дава с лицензия от Комисия за регулиране на съобщенията, а съдържанието на програмите се наблюдава от Съвета за електронни медии). Едно предприятие може да притежава един или повече телевизионни канали. В България редът за осъществяване на телевизионна дейност се определя от Закона за радиото и телевизията.
Предприятията, развиващи телевизионен бизнес, изготвят свои програми, които подготвят за излъчване. Телевизионната програма представлява съвкупност от телевизионни предавания и другите аудиовизуални съобщения и материали (например реклами, телетекст и др.), предназначени за разпространение по определен ред (програмна схема). Всеки телевизионен оператор разполага с определени му от регулаторния орган канали, различни за различните региони, на които може да излъчва програмите си.
| ТВ канал | Телевизия                      | Образ        | Образ      | Звук         | Звук       |
| ТВ канал | Телевизия                      | честота, MHz | мощност, W | честота, MHz | мощност, W |
| 7        | Българска национална телевизия | 183.25       | 500        | 189.75       | 250        |

## Телевизионни предавания
Телевизионните предавания се изработват в различни жанрове и биват информационни, новинарски, приключенски, спортни, научни, детски и т.н. Те най-често са изготвени специално за целите на телевизионната програма. Телевизионните канали често излъчват и спортни срещи, концерти (на запис или на живо), игрални и документални филми, които не са изготвени специално за телевизия. За разлика от тях специално изработените предавания често имат телевизионен водещ.
Телевизионните предавания се създават от телевизионните оператори, за да отговорят на разнообразните предпочитания на зрителите. С тази цел създателите им се стремят да привлекат вниманието, а следователно и да увеличат рейтинга на гледаемост на съответния канал. На свой ред това привлича рекламодателите и осигурява финансовия успех на канала.

## Телевизионни жанрове
Телевизионните жанрове отразяват целите на телевизията да информира, забавлява и образова. Жанровете с най-скъпо производство са игралните филми и сериали.
Информационните жанрове включват новини, спорт, икономически предавания.
Популярните забавни жанрове включват комедии, включително ситуационни комедии, полицейски, криминални и детективски сериали, сапунени опери, научнофантастични и анимационни филми.
Най-евтини за производство са игрите, токшоу (разговори с известни събеседници), музикалните и вариететните предавания, риалити телевизията.

## Финансиране
Финансирането на телевизионния бизнес по света става по няколко модела: от правителствата, от та̀кси или абонамент, от реклама или смесица от изброеното. В повечето страни има поне един обществен телевизионен оператор (обществена телевизия). Обикновено обществените телевизии се финансират от правителствата, било чрез събиране на такси за телевизия или чрез отпускане на правителствена субсидия.
Частните телевизионни оператори (частни телевизии) са търговски предприятия и всяко от тях следва определен бизнес модел. Телевизионните канали, разпространявани срещу абонамент (платени), обикновено се криптират и само техните абонати имат техническите средства за декриптиране на сигнала. Некриптираните канали са известни като свободни (на английски: free to air – FTA).

## Социални аспекти и въздействие върху зрителя
Без съмнение, телевизията е най-мощната и влиятелна медия на 20 век. Тя е дълбоко засегнала нашата култура, както и начина, по който ние представяме и обработваме информацията. Макар и да не е решено дали цялостното влияние на телевизията върху обществото е положително или отрицателно, не може да има никакъв спор, че тя излага всички на голямо количество информация, голяма част от което се задържа и абсорбира.

### Негативно въздействие
В днешно време голям процент от хората вместо да четат книги, ходят на разходки, разговарят с партньора или занимават с децата си, предпочитат да запълват свободното си време с гледане на телевизия. Също така много родители предпочитат да оставят своето дете пред телевизора с часове, само защото по този начин то кротува, а те могат да си починат. Повечето вярват, че малкият екран не вреди на здравето, а напротив – от него се черпи доста полезна информация, също така има интересни и забавни предавания. Много хора го пускат за фон, понеже им е скучно или по навик. В действителност те са психически зависими от наркотичното въздействие на телевизията, но като всеки зависим човек повечето не го осъзнават и не искат да си го признаят.
Има много семейства, в които всеки член на домакинството има по един телевизор, и вечерно време всеки пуска своя телевизор и гледа това, което желае. Точно в такива семейства, в които липсва нормалната човешка комуникация и проблемите не се дискутират, а се премълчават, децата израстват буйни и невъзпитани.
По време на гледане на телевизия се получава точно обратното – зрителите се чувстват спокойни и отпуснати. Различни лабораторни изследвания показват по-слабо умствено стимулиране и поява на сънливост, даже и след като телевизорът е бил вече изключен.
Хората, които продължително се взират в малкия екран, често страдат от изкривявания на гръбнака и крайниците. Гледането на телевизия донякъде натоварва и мобилизира зрението, но останалите части, които вземат участие в координацията на тялото ни, като вестибуларният апарат, мускули, стави, кожа и кости, постепенно закърняват.
Основната част от новините, които се представят на зрителя, са свързани с нещо трагично или представляват ненужна за него информация. Много малък процент са новините, които могат да ни зарадват или заинтригуват. Доказано е, че за разлика от добрите, лошите новини привличат много по-лесно вниманието на зрителите. По този начин мозъкът се претоварва с отрицателни емоции, което влияе негативно на психиката, а впоследствие и на здравето. Голям процент от излъчваните реклами имат доста съмнително съдържание и много често са погрешни или заблуждават зрителя, но тъй като тези твърдения засядат директно в неговото подсъзнание, той не може да го осъзнае.
Оказването на подобен контрол се използва много често в политиката и бизнеса за манипулиране на зрителите. По подобен начин чрез телевизията във Великобритания оказват въздействие върху затворниците.

#### Въздействие върху децата
Учени от университета във Вашингтон са доказали, че прекомерното гледане на телевизия, както и компютърните игри не учат децата на нищо, даже напротив – те са пагубни за детското развитие и убиват тяхното въображение. Много бързата смяна на сцените и музиката ги претоварват, а по-малките, които не разполагат с необходимите знания, за да разбират напълно действието, не могат да направят разлика между сцените във филмчето и тези от реалността. Такива деца имат проблеми със съня, заспиват трудно или сънуват кошмари.
Допреди да навърши пълнолетие, едно средностатистическо дете става свидетел на около 200 000 телевизионни сцени с насилие. Впоследствие детето може да стане по-агресивно, по-безчувствено или да извърши насилие в реалния живот.
Според няколко психологически изследвания на Американската психологическа асоциация от 1982 г., при гледане на насилие по телевизията се наблюдават три основни вида въздействие:
- Децата могат да станат по-малко чувствителни към болката и страданието на другите.
- Децата могат да станат по-страхливи в реалния живот.
- Децата могат да станат по-агресивни към другите.

През 1997 г. около 700 японски деца са приети в болницата, за да бъдат лекувани от епилептични припадъци. Тези пристъпи по-късно бяха приписани на програмата Покемон, която имаше мигащи ярки светлини.
Децата, които прекарват повече време пред телевизора, са по-склонни да страдат от наднормено тегло поради неактивност и възможност да се хранят по-често. В същото време те биват бомбардирани с реклами, които ги поощряват да ядат нездравословни и некачествени храни, като пържени храни, полуфабрикати, сладкиши, газирани напитки, пакетирани храни – чипсове, шоколади, бисквити, вафли и пр. Средно за около година едно дете гледа 40 000 реклами, а повечето от тях все още не могат да осъзнаят, че основната цел на рекламите е да продават определен продукт.

## Световен ден на телевизията
Световният ден на телевизията се празнува за първи път на 21 ноември 1996 г. в чест на първия Световен телевизионен форум в Ню Йорк, САЩ.
При честването на този ден е предложено на държавите да обменят телевизионни програми, посветени на проблемите на мира, сигурността, икономическото и социалното развитие и разширяване на културния обмен.